# Wolfgang Niedecken’s BAP rockt andere kölsche Leeder
Wolfgang Niedecken's BAP rockt andere kölsche Leeder ist das Debütalbum der Kölschrock-Band BAP. Es erschien 1979.

## Entstehungsgeschichte
Ab 1976 probte Wolfgang Niedecken mit einer namenlosen Freizeitcombo, die im Juli 1977 unter ihrem heutigen Namen BAP erstmals im Mariensaal in Köln-Nippes vor Publikum auftrat. Es folgten im Mai 1978 erste Auftritte mit der Band, doch tourte Niedecken daneben auch als Solist mit Gitarre und Mundharmonika. Das kleine Kölner Independent-Label Eigelstein Musikproduktion GmbH bot Niedecken 1979 an, ein Album aufzunehmen. Niedecken bestand darauf, dass BAP ihn begleitete. Deshalb einigte man sich auf den Titel Wolfgang Niedecken’s BAP rockt andere kölsche Leeder.

## Aufnahmen
In der Ursprungsbesetzung Wolfgang Niedecken (Gitarre/Gesang/Mundharmonika), Hans Heres (Gitarre/Gesang), Wolfgang Klever (Bassgitarre), Bernd Odenthal (Keyboards), Wolfgang Boecker (Schlagzeug), Manfred „Schmal“ Boecker (Percussion/Saxophon) sowie Büdi Siebert (Saxophon/Flöte) als Gastmitglied ging die Band im Oktober 1979 in das Kölner Studio am Dom und nahm acht Titel auf. 
Die LP beginnt mit Das Große Schu-bi-du (eine humorvolle Erzählung über das deutsche Fernsehen), Stell Dir Vüür (über die Fragestellungen bei den damaligen Gewissensprüfungen für Kriegsdienstverweigerer), Sinnflut (Phantasien über die Sintflut), Liebesleed, Et neueste Testament (eine groteske Übertragung des Neuen Testaments in die Neuzeit), Neppes, Ihrefeld un Kreuzberg (über türkischstämmige Migranten, die häufig in den Kölner Stadtteilen Nippes und Ehrenfeld und auch in Berlin-Kreuzberg leben), Alptraum eines Opportunisten, Hang On Sloopy / Wahnsinn (über eine neu eröffnete Kneipe).

## Titelliste
A-Seite:
- Das große Schu-bi-du 6:42
- Stell Dir vüür 4:30
- Sinnflut 5:35
- Liebesleed 7:13

B-Seite:
- Et Neuste Testament 6:56

Wolfgang Niedecken's BAP rockt andere kölsche Leeder

- Neppes, Ihrefeld un Kreuzberg 4:07
- Alptraum eines Opportunisten 4:57
- Hang On Sloopy (Wes Farrell/Bert Russell) / Wahnsinn (Chip Taylor; dt. Text: Wolfgang Niedecken) 8:28

Text + Musik: Wolfgang Niedecken (soweit nicht anders angegeben)

## Veröffentlichung
Das Debütalbum von BAP erschien im November 1979 bei Eigelstein Musikproduktion GmbH (Katalog #ES 2007), dessen Gründer Wolfgang Hamm auch als Produzent fungierte. Nach Veröffentlichung gelangte es bis auf Rang 21 der deutschen LP-Charts, in denen es für 10 Wochen notiert wurde. Ein beigefügtes 4-seitiges Booklet gibt die Texte in kölscher Sprache wieder. Am 28. November 1979 stellte BAP die LP im Bürgerhaus Stollwerck in Köln dem Publikum vor. Wahnsinn, eine kölsche Coverversion vom Troggs-Hit Wild Thing, entwickelte Anfang 1980 ein regionales Airplay und wurde zum regionalen Hit.
Die CD-Version des Original-Vinyl-Albums wurde am 25. Oktober 1985 veröffentlicht – am 24. März 2006 erschien das Album erneut bei Capitol/EMI als Doppel-CD in der BAP-Jubiläumsedition „digitally remastered & bonus-cd“ mit Bonusmaterial auf Disk 2.